# Sinikka Sipilä
Sinikka Sipilä   (Finlàndia, 3 de setembre de 1951) és una bibliotecària finlandesa. Fou presidenta de la Federació Internacional d'Associacions de Bibliotecaris i Biblioteques - IFLA de 2013 a 2015, temps durant el qual va promoure la Declaració de Lió, una petició global per connectar les associacions bibliotecàries i les biblioteques amb les prioritats dels Objectius de Desenvolupament Sostenible de l'ONU. Sipilä va ser presidenta electa de la IFLA de 2011 a 2013 i integrant de la junta de govern de 2007 a 2011 d'aquesta Federació. Va ser també secretària general de l'Associació de Bibliotecaris Finlandesos 1997–2015.

## Biografia
Sipilä va estudiar a la Universitat de Tampere per obtenir les seves qualificacions en Ciències Socials, Ciències Bibliotecàries i Informàtica.

## Carrera
Sipilä va treballar com a bibliotecària a la Biblioteca de la Ciutat de Hämeenlinna i a la Universitat de Tampere i més tard com a coordinadora de cooperació bibliotecària amb països com Tanzània, Filipines, Sud-àfrica, Namíbia, Senegal i Ghana i va representar el sector bibliotecari finlandès en la Cimera Mundial en la Societat de la Informació - WSIS.

### Associació de Bibliotecaris Finlandesos
Sipilä va exercir com a secretària general de l'Associació de Bibliotecaris Finlandesos de 1997 a 2015 i va ser co-coordinadora del Congrés Mundial d'Informació i Biblioteques de 2012 a Hèlsinki.

### La Federació Internacional d'Associacions de Bibliotecaris i Biblioteques
Sipilä va tenir nombrosos rols en la Federació Internacional d'Associacions de Bibliotecaris i Biblioteques (IFLA), entre d'altres com a integrant de la Comissió Permanent i com a Coordinadora de la Secció d'Administració d'Associacions de Biblioteques (MLAS per les seves inicials en anglès). Va ser part de la delegació de la IFLA davant la Cimera Mundial en la Societat de la Informació (WSIS) de l'ONU; part de la Junta de Govern de la IFLA entre 2007 i 2013; així com Presidenta de la IFLA de 2013 a 2015, un dels més alts càrrecs en el sector bibliotecari mundial.

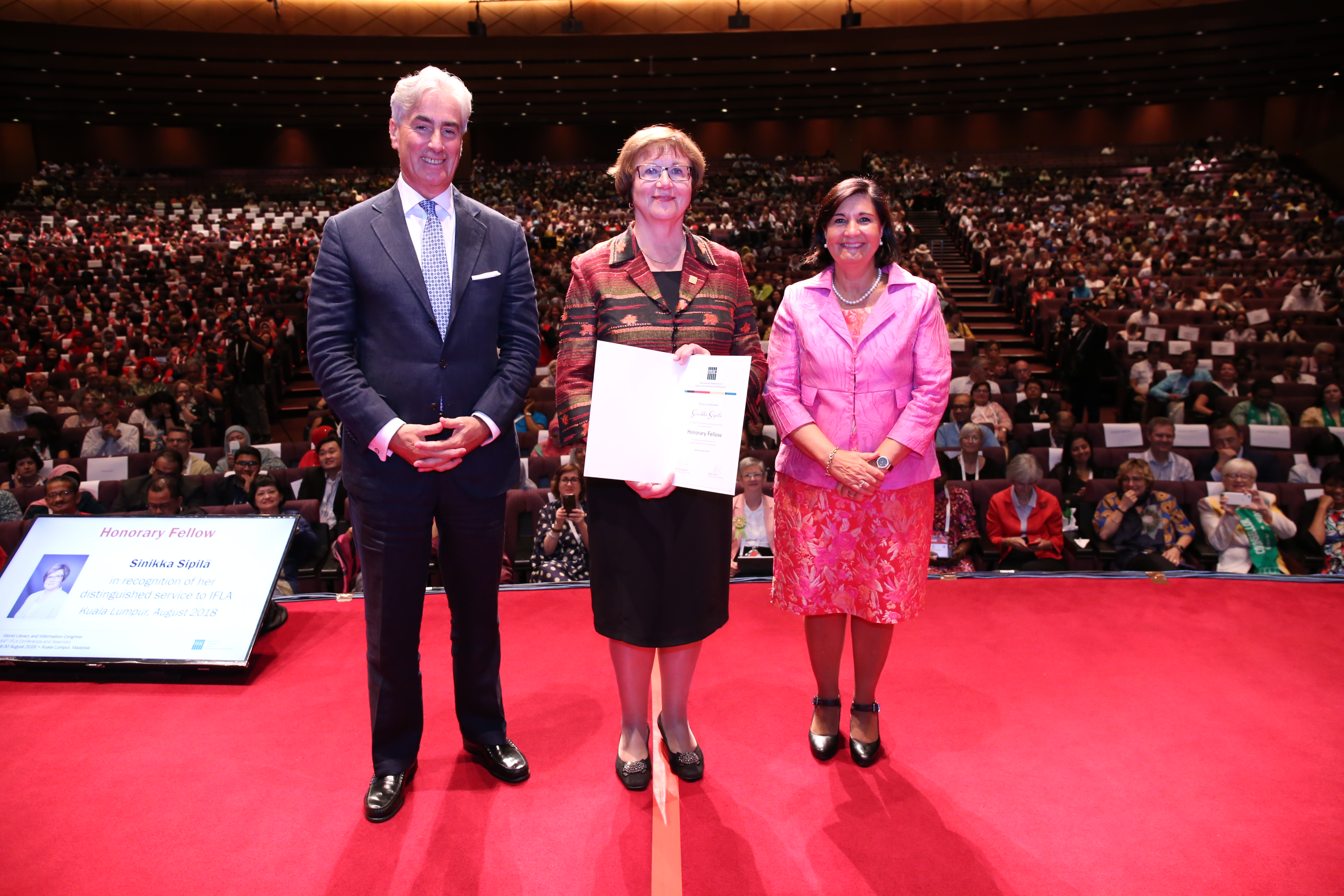
Menció com a Sòcia Honoraria de l'IFLA, Sinikka Sipilä (centre) amb el Secretari General de l'IFLA Gerald Leitner i la presidenta de l'IFLA Glòria Pérez-Salmerón al Congrés Mundial d'Informació i Biblioteques, a Kuala Lumpur, 2018

Com a presidenta de la Federació Internacional d'Associacions de Bibliotecaris i Biblioteques Sipilä va escollir com a tema del seu mandat "Biblioteques Fortes, Societats Fortes" per promoure la igualtat d'oportunitats, l'accés equitatiu a l'aprenentatge al llarg de la vida i una ciutadania informada arreu del món que participa activament en la seva comunitat i promou el desenvolupament sostenible, intel·lectual i el creixement econòmic així com el benestar general.
Durant la presidència de Sipilä a la IFLA, aquesta organització bibliotecària es va sumar com a representant mundial del sector bibliotecari a l'Agenda 2030 de Nacions Unides per assolir els Objectius de Desenvolupament Sostenible. Això va animar a biblioteques de tot el món a treballar per assolir els 17 Objectius mitjançant l'accés a la informació per a les seves comunitats. Sipilä va representar el sector bibliotecari en esdeveniments com la Conferència Internacional sobre Internet i les Transformacions Soci-Culturals en la Societat de la Informació. Sipilä era presidenta de la IFLA quan es va publicar la Declaració de Lió, declaració que va ser recolzada per més de 600 institucions al voltant del món amb la idea de millorar l'accés a la informació per al desenvolupament, i que partia de la idea que l'accés a la informació és un pilar fonamental per al desenvolupament sostenible.
Sipilä va completar el seu mandat com a presidenta de la IFLA el 2015 en el Congrés Mundial d'Informació i Biblioteques a la Ciutat de Cap i va ser succeïda per la bibliotecària nord-americana Donna Sheeder. En el seu discurs Sipilä va emfatitzar el rol de les biblioteques en la societat, particularment a l'Àfrica, a causa de la participació activa de la ciutadana, la llibertat d'expressió i l'accés a la informació, valors proclamats en la Declaració de Ciutat del Cap. Va animar a les associacions de bibliotecaris i a les biblioteques a fer-se sentir per polítics i prenedors de decisions, per no només mostrar els beneficis de les biblioteques en la societat, sinó també per fer-los veure que aquestes institucions són una eina clau per ajudar-los a enfortir el desenvolupament comunitari. Sinikka Sipilä va ser reconeguda com a Sòcia Honorària de la IFLA pel seu valuós servei a l'àmbit bibliotecari.